# Broodpenning

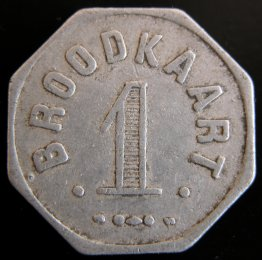
Voorzijde

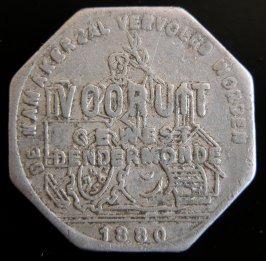
Achterzijde

Een broodpenning is een door een charitatieve instelling aan minderbedeelden uitgegeven penning die inwisselbaar was tegen voedsel. Deze penningen werden al sinds het einde van de middeleeuwen maar vooral in de negentiende en de eerste helft van de twintigste eeuw gebruikt. Aanvankelijk werden ze uitgegeven door charitatieve religieuze instellingen. Broodpenningen werden in veel Europese landen uitgegeven, maar vooral in geïndustrialiseerde gebieden in België, Frankrijk en het Verenigd Koninkrijk. Dit had te maken met de grote armoede onder de fabrieksarbeiders in die tijd en het socialisme dat in die tijd in opkomst was. Door de verbeterde wetgeving op het gebied van sociale zekerheid zijn broodpenningen in onbruik geraakt. In sommige landen, zoals de Verenigde Staten, werden tot in de 21e eeuw zogenoemde food stamps, vergelijkbaar met armenpenningen, aan de arme bevolking uitgereikt. In een gewijzigde vorm duurt deze wijze van hulpverlening nog voort, hoewel de fysieke coupons zijn vervangen door een saldo op een persoonlijke kaart.
Door geen contant geld maar penningen uit te delen werd voorkomen dat het geld, meestal door het hoofd van het gezin, in de kroeg werd uitgegeven terwijl het gezin honger leed. Dit was een belangrijk bestaansrecht voor broodpenningen.

## Kerk
De kerk gaf aanvankelijk broodpenningen en ook andere armenpenningen uit. Zo zijn er zinken broodkaarten bekend van de Hervormde Diakonie te Amsterdam die het jaartal 1861 dragen, maar het gebruik van deze vorm van liefdadigheid was al eeuwenoud: vanaf de middeleeuwen werden broodpenningen of broodloodjes (zo genoemd omdat ze vaak uit lood waren vervaardigd) aan de armen uitgereikt. Overigens werd wel iets verwacht van de armen: ze ontvingen de penningen meestal na het bijwonen van een kerkdienst.
De armenzorg werd naast de kerk ook door de steden ter hand genomen. Ook zij gaven brood- en andere armenpenningen uit of droegen financieel bij aan de door de kerk verleende zorg. Sommige penningen dragen het stadswapen van de stad die ze uitgaf. Men zag het als een christelijke plicht de armen te steunen. De armoede zelf werd als een vast gegeven beschouwd waartegen niets te doen was, maar door giften werd voorkomen dat de mensen die het lot trof van honger en koude omkwamen. Dat konden invaliden en weduwen met jonge kinderen zijn, maar ook seizoensarbeiders die bij gebrek aan werk een deel van het jaar zonder inkomsten zaten.
Van de meeste broodpenningen is weinig tot niets bekend. Dit heeft verschillende oorzaken: ze werden in vroeger tijden niet verzameld, ze bevatten slechts enkele letters en merktekens waarvan de betekenis verloren is gegaan, en ze zijn gemaakt van onedele metalen die snel vergaan. Pas met de komst van de metaaldetector werden ze herontdekt.

## Vooruit
De ontkerkelijking en de opkomst van het socialisme zorgde vooral in België voor nieuwe organisaties die hun eigen penningen uitgaven. Van deze vaak plaatselijke organisaties is er een opvallende uitgever: de socialistische verbruikersorganisatie (of coöperatie) Vooruit (1880-1970), die in 1880, eerst als coöperatieve bakkerij Vooruit, werd opgericht om de fabrieksarbeiders te beschermen tegen de labiliteit van het grootkapitaal. De penningen dragen dus het jaartal 1880, het stichtingsjaar van de Vooruit in Gent (België), latere uitgaven werden steeds met het jaartal 1880 uitgegeven, Dendermonde (België) sloot veel later aan bij de Vooruit, de datum 1880 bleef echter steeds op de penningen (jetons) van Dendermonde staan. Op de penningen staat "Moeder Vooruit" afgebeeld, een allegorische voorstelling van de coöperatie, tussen een bijenkorf (symbool van nijverheid) en een gebouw langs de linkerkant, en een hamer, kamwiel en gebouw langs de rechterkant. De hamer en het kamwiel zijn bekende socialistische symbolen.
Men kon de penningen kopen bij de kantoren van de coöperatie, terwijl op het einde van de negentiende eeuw de penningen op zaterdagavond en zondagmorgen aan de deur bij de leden te koop werden aangeboden. Het brood dat met de penningen werd gekocht was iets duurder dan het brood dat men in de winkel kon kopen, maar van goede kwaliteit en enkele keren per jaar werd de winst uitgekeerd, niet in geld maar in de vorm van kaarten waarmee men bij de coöperatie nieuwe aankopen kon doen. Andere zaken zoals koffie, dekens en steenkool werden aan het assortiment toegevoegd. De broodpenningen van Vooruit bleven tot 1967 in gebruik, daarna zijn ze afgeschaft omdat het gebruik ervan als te omslachtig en onhygiënisch werd beschouwd.

## Broodkaart
Een broodkaart is verwant aan de broodpenning: het is een vorm van distributiebon voor het verkrijgen van voedsel. Broodkaarten werden veelal in muntvorm gemaakt van karton of van een goedkope metaalsoort zoals zink en aluminium. In tegenstelling tot de broodpenning was de broodkaart zelf niet inwisselbaar tegen voedsel: de broodkaart gaf slechts het recht het voedsel tegen een bepaalde prijs te kopen. In de praktijk raakten de termen broodkaart en broodpenning in België zo sterk met elkaar verweven dat ze synoniem werden; in Nederland wordt met het woord broodkaart vrijwel altijd een distributiebon voor brood bedoeld.